# 藤村隆男
藤村 隆男（ふじむら たかお、1920年10月5日 - 1993年12月25日）は、広島県呉市出身の元プロ野球選手（投手）・コーチ・監督。
同じくプロ野球選手で「ミスタータイガース」の異名をとった藤村富美男は実兄。

## 経歴
呉港中学校では、兄・富美男の4学年下であった。1937年の夏の甲子園では、控え投手兼中堅手・6番として出場。この年の呉港中は、2学年上のエースで4番の田川豊、同学年の控え投手兼一塁手・3番の柚木進の3投手を擁したが、準々決勝で準優勝した熊本工業の川上哲治に3安打に抑えられ1-5で敗れた。最上級生となった1939年の春の甲子園には、控え投手・野崎泰一、一塁手・道仏訓、遊撃手・竹林実（のち金鯱）らを揃えた強力チームだったが、初戦の島田商業に1-2で敗退した。
1940年に大阪タイガースに入団。兄・富美男は前年から兵役に服して不在であったが、石本秀一の後を受け兼任監督に就任した松木謙治郎から兄の代わりとばかりに可愛がられる。1年目からシュートを武器に主力投手として活躍し、1942年まで3シーズンで22勝した。1942年オフに応召を受けて退団し、兄と同じ郷里広島の陸軍第五師団に入営。
戦後、1946年にパシフィックに入団したが、この際に同郷の白石勝巳も誘って入団させている。しかし、藤村は肩の故障のためほとんど活躍できないまま1947年に退団した。翌1948年に今度は白石が創部した大分の社会人野球チーム・植良組に誘われ入団するが、別府温泉に浸かっているうちに肩が回復。1949年には復帰を熱望していた大阪タイガースに再入団することになる。ここで前所属球団の大陽ロビンス（パシフィックから改称）が、3年間の保有権があるとして他チームへの復帰を認めないと連盟に提訴するが、この訴えは退けられ、藤村の阪神復帰は認められた。御園生崇男の指導によって急成長した藤村はこの年16勝を挙げて、若林忠志（15勝）・梶岡忠義（13勝）を抑えてチームの勝ち頭となった。
同年オフに若林忠志・土井垣武・別当薫等が毎日オリオンズに引き抜かれて阪神が弱体化した中で、同い年のライバルであった梶岡忠義とともに1950年代前半の阪神投手陣を支えた。1952年に梶岡が防御率1.71で最優秀防御率のタイトルを獲得すると、藤村は25勝6敗で最高勝率のタイトルを獲得、翌1953年も16勝の梶岡を抑えて21勝を挙げるなど2年連続20勝をマークした。なお、阪神時代にはライバル梶岡の通算131勝を上回る通算133勝を挙げている。1956年オフに藤村排斥事件が起こる中で自由契約となって広島カープに移籍。しかし、翌1957年はわずか1勝に留まり、この年限りで現役引退した。
引退後は広島二軍投手コーチ（1958年 - 1962年）→一軍投手コーチ（1963年 - 1966年）、近鉄二軍投手コーチ（1967年）→一軍投手コーチ（1968年）阪神で二軍監督（1969年, 1975年, 1979年 - 1980年）、スカウト（1970年 - 1971年）→二軍投手コーチ（1972年 - 1974年）、二軍投手教育コーチ（1976年 - 1978年）を務めた。
熱意と愛情あふれる指導で、広島では安仁屋宗八・外木場義郎、阪神では川藤幸三らを育てた。多くの選手に慕われ、特に川藤は人情味にあふれる「大」のつく恩人だと語っているほか、絶妙の地を這う打球の「藤村の猛ノック」は有名であった。
広島コーチ時代は鬼軍曹で知られ、ウォーミングアップを終えると400mトラックを20周、ウサギ跳びに馬跳び、ノックも外野の両翼のポール間を走らせた。安仁屋は長距離走に自信があったため、何とか耐えられた。
1年目の水谷実雄には基礎体力作りばかりで、ボールに触ることを許さなかったが、水谷は後に「鬼軍曹のお陰で、プロでメシが食える体が出来た」と語っており、スパルタ指導の教育スタイルの原型となった。
辻恭彦が大洋移籍の際、トレードになるまで阪神のコーチになるつもりで遊んでいたため、体が鈍っていたのを鍛え直した。
1993年12月25日没。73歳没。

## 選手としての特徴
- スリークォーターよりややサイドスロー気味の兄・富美男にそっくりな投球フォームから、ホームベースをＸ線状にクロスする切れ味鋭いシュートとカーブを得意とした。好調時には投球の際にアミダに被った帽子がよく飛んでいたという[12]。制球力があり、クレバーな投手だった一方で、自ら「タフなのが取り柄」と語るタフネスさを誇った[8]。

- 巨人キラーといわれ、青田昇をしばしば手玉に取った[6]。

## 人物
- 容貌も存在感も兄の富美男そっくりであったが、個性の強い兄とは対照的に、性格は素朴で優しく人望があった。非常に読書家で、文学書から評論まで幅広い分野を読破していた[8]。

- 阪神球団史上最も偉大な選手であった兄・富美男と比較され続けたが、投手として入団しながら野手に転向した富美男に対し、隆男は最後まで投手としてプレーしたことを誇りにしていたという。野口明・野口二郎、金田正一・金田留広と並んで、最も実績を残した兄弟選手の一つと言える[6]。

## 詳細情報

### 年度別投手成績
| 年 度      | 球 団             | 登 板 | 先 発 | 完 投 | 完 封 | 無 四 球 | 勝 利 | 敗 戦 | セ 丨 ブ | ホ 丨 ル ド | 勝 率 | 打 者 | 投 球 回 | 被 安 打 | 被 本 塁 打 | 与 四 球 | 敬 遠 | 与 死 球 | 奪 三 振 | 暴 投 | ボ 丨 ク | 失 点 | 自 責 点 | 防 御 率 | W H I P |
| ---------- | ----------------- | ----- | ----- | ----- | ----- | -------- | ----- | ----- | -------- | ----------- | ----- | ----- | -------- | -------- | ----------- | -------- | ----- | -------- | -------- | ----- | -------- | ----- | -------- | -------- | ------- |
| 1940       | 阪神              | 21    | 17    | 6     | 6     | 0        | 7     | 3     | --       | --          | .700  | 424   | 106.1    | 59       | 0           | 55       | --    | 2        | 39       | 2     | 0        | 21    | 13       | 1.10     | 1.07    |
| 1941       | 阪神              | 33    | 22    | 12    | 4     | 0        | 12    | 10    | --       | --          | .545  | 858   | 206.2    | 148      | 0           | 109      | --    | 4        | 61       | 1     | 0        | 50    | 38       | 1.65     | 1.24    |
| 1942       | 阪神              | 21    | 13    | 3     | 2     | 0        | 3     | 5     | --       | --          | .375  | 343   | 80.0     | 47       | 1           | 56       | --    | 1        | 29       | 0     | 0        | 34    | 18       | 2.03     | 1.29    |
| 1946       | パシフィック 太陽 | 3     | 2     | 0     | 0     | 0        | 0     | 0     | --       | --          | ----  | 45    | 9.0      | 9        | 1           | 10       | --    | 0        | 3        | 0     | 0        | 5     | 5        | 5.00     | 2.11    |
| 1947       | パシフィック 太陽 | 5     | 4     | 2     | 0     | 0        | 1     | 2     | --       | --          | .333  | 121   | 26.1     | 28       | 2           | 16       | --    | 0        | 3        | 0     | 0        | 16    | 9        | 3.08     | 1.67    |
| 1949       | 大阪              | 47    | 33    | 19    | 4     | 0        | 16    | 13    | --       | --          | .552  | 1278  | 286.2    | 319      | 25          | 118      | --    | 6        | 120      | 3     | 0        | 158   | 129      | 4.05     | 1.52    |
| 1950       | 大阪              | 36    | 19    | 9     | 2     | 0        | 11    | 8     | --       | --          | .579  | 750   | 176.0    | 182      | 20          | 60       | --    | 6        | 78       | 1     | 0        | 97    | 77       | 3.94     | 1.38    |
| 1951       | 大阪              | 49    | 26    | 18    | 3     | 0        | 16    | 16    | --       | --          | .500  | 1029  | 253.0    | 222      | 14          | 77       | --    | 5        | 74       | 8     | 3        | 97    | 74       | 2.63     | 1.18    |
| 1952       | 大阪              | 46    | 26    | 16    | 4     | 2        | 25    | 6     | --       | --          | .806  | 1045  | 260.0    | 221      | 13          | 72       | --    | 8        | 106      | 4     | 2        | 88    | 76       | 2.63     | 1.13    |
| 1953       | 大阪              | 49    | 27    | 12    | 0     | 1        | 21    | 11    | --       | --          | .656  | 1008  | 249.1    | 218      | 15          | 71       | --    | 7        | 83       | 2     | 1        | 94    | 76       | 2.74     | 1.16    |
| 1954       | 大阪              | 37    | 19    | 8     | 1     | 0        | 11    | 12    | --       | --          | .478  | 735   | 187.2    | 151      | 10          | 38       | --    | 4        | 53       | 1     | 0        | 51    | 43       | 2.06     | 1.01    |
| 1955       | 大阪              | 26    | 21    | 3     | 0     | 0        | 8     | 3     | --       | --          | .727  | 525   | 131.1    | 121      | 3           | 34       | 2     | 4        | 48       | 0     | 0        | 36    | 29       | 1.99     | 1.18    |
| 1956       | 大阪              | 26    | 14    | 1     | 0     | 0        | 3     | 7     | --       | --          | .300  | 329   | 84.0     | 56       | 5           | 22       | 2     | 2        | 33       | 0     | 0        | 19    | 18       | 1.93     | 0.93    |
| 1957       | 広島              | 15    | 4     | 0     | 0     | 0        | 1     | 1     | --       | --          | .500  | 197   | 47.2     | 41       | 4           | 19       | 1     | 0        | 18       | 0     | 0        | 18    | 15       | 2.83     | 1.26    |
| 通算：14年 | 通算：14年        | 414   | 247   | 109   | 26    | 3        | 135   | 97    | --       | --          | .582  | 8687  | 2104.0   | 1822     | 113         | 757      | 5     | 49       | 748      | 22    | 6        | 784   | 620      | 2.65     | 1.23    |

- 各年度の太字はリーグ最高
- 阪神（阪神軍）は、1946年に大阪（大阪タイガース）に球団名を変更
- パシフィックは、1947年に太陽（太陽ロビンス）に球団名を変更

### タイトル
- 最高勝率：1回 （1952年）

### 記録
- オールスターゲーム出場：3回 （1951年 - 1953年）

### 背番号
- 9 （1940年 - 1942年）
- 19 （1946年）
- 16 （1947年）
- 20 （1949年）
- 2 （1950年 - 1956年）
- 4 （1957年）
- 63 （1959年 - 1962年、1967年 - 1969年）
- 61 （1963年 - 1966年）
- 76 （1972年 - 1980年）